# 約翰尼·楊·博斯
約翰尼·楊·博斯（英語：Johnny Yong Bosch，1976年1月6日—）是美國演員、配音員、音樂家、歌手和武術家。他的第一個主要角色是亞當·帕克（Adam Park）的寫照，第二位是《黑色力量遊俠》，後來是《金剛戰士》系列中的《綠色宙斯遊俠》和《綠色渦輪遊俠》，這也促成了他一些武術電視和劇情片的演出。

## 演出作品
※粗體字表示說明飾演的主要角色。

### 动画配音
- 恶魔猎人（但丁）

### 外語动画配音
- 枪神Trigun（威席·史坦毕特）
- 最游记RELOAD（蓝芭）
- BLEACH（黑崎一護、虛一護）
- BLEACH 剧场版－无人的记忆（黑崎一護）
- 凉宫春日的忧郁（古泉一树）
- Code Geass 反叛的鲁路修（鲁路修·兰佩洛基）
- Code Geass 反叛的鲁路修 R2（鲁路修·兰佩洛基）
- Code Geass 反叛的鲁路修 娜娜莉梦游仙境（鲁路修·兰佩洛基）
- BLEACH 剧场版－钻石星尘的反叛（黑崎一護）
- BLEACH 剧场版－呼唤你的名字（黑崎一護）
- 凉宫春日的忧郁（2009年版）（古泉一树）
- 凉宫春日的消失（古泉一树）
- BLEACH 剧场版 地狱篇（黑崎一護）
- 战国BASARA贰（真田幸村）
- 女神异闻录4：动画版（鳴上悠）
- 精灵宝可梦 THE ORIGIN（小刚）
- 哆啦A梦（水田版）（野比大雄）
- STAND BY ME 哆啦A梦（野比大雄）
- 數碼暴龍大冒險tri.（高石岳）
- Code Geass 复活的鲁路修（鲁路修·兰佩洛基）
- 鬼灭之刃（冨岡義勇）
- 鬼灭之刃剧场版 无限列车篇（冨岡義勇）
- ONE PIECE（薩波）
- STAND BY ME 哆啦A梦 2（野比大雄）
- 數碼暴龍 LAST EVOLUTION 絆（高石岳）
- 哥斯拉 奇点（有川润）
- 蓝色时期（矢口八虎）
- BLEACH 千年血战篇（黑崎一護）
- 七龍珠超 超级英雄（布罗利）
- Trigun Stampede（威席·史坦毕特）
- 數碼暴龍02 THE BEGINNING（高石岳）

### 游戏
- BLEACH DS 遨于苍天的命运（黑崎一護）
- BLEACH DS 2nd 黑衣闪耀镇魂歌（黑崎一護）
- 无双OROCHI（真田幸村）
- BLEACH 三度幻影（黑崎一護）
- 无双OROCHI 蛇魔再临（真田幸村）
- 女神异闻录4（鳴上悠）
- BLEACH Wii 白刃闪耀圆舞曲（黑崎一護）
- 最终幻想 纷争（菲利奥尼尔）
- 恶魔猎人4（尼禄）
- 战国无双3（真田幸村）
- Marvel vs. Capcom 3: 失落的星球2（杰洛）
- Ultimate Marvel vs. Capcom 3（杰洛）
- BLEACH ～灵魂引爆～（黑崎一护）
- 最终幻想 纷争012（菲利奥尼尔）
- 女神异闻录Q 暗影迷宫（鳴上悠）
- 女神异闻录4 通宵热舞（鳴上悠）
- Marvel vs. Capcom: Infinite（杰洛）
- 女神异闻录5 皇家版（鳴上悠）
- 任天堂明星大乱斗 特别版（杰洛）
- 最终幻想 纷争NT（菲利奥尼尔）
- 苍翼默示录：交叉组队战（鳴上悠）
- 恶魔猎人5（尼禄）
- 七龍珠 FighterZ（布罗利：BR）
- TEPPEN（尼禄、杰洛[1]）
- 七龍珠 激战传说（布罗利、布罗利：BR）
- 鬼灭之刃 火之神血风谭（冨岡義勇）
- 七龍珠 Sparking! ZERO（布罗利、布罗利：BR）
- BLEACH 魂魄覺醒（黑崎一護、虛一護）

## 外部連結
维基共享资源上的相關多媒體資源：約翰尼·楊·博斯